# Timur Issakow
Timur Issakow (russisch Тимур Исаков; * 13. Januar 2000) ist ein kirgisischer Leichtathlet, der sowohl im Sprint als auch im Weitsprung antritt.

## Sportliche Laufbahn
Erste internationale Erfahrungen sammelte Timur Issakow im Jahr 2022, als er bei den Islamic Solidarity Games in Konya mit einer Weite von 6,71 m den 13. Platz belegte. Im Jahr darauf schied er bei den Hallenasienmeisterschaften in Astana mit 7,23 m in der Qualifikationsrunde aus und im Juli gelangte er bei den Freiluftmeisterschaften in Bangkok mit 6,91 m auf Rang 15. Im August schied er bei den World University Games in Chengdu mit 7,28 m in der Vorrunde aus und schied bei den Weltmeisterschaften in Budapest mit 11,22 s in der Vorausscheidungsrunde im 100-Meter-Lauf aus. Im Oktober verpasste er bei den Asienspielen in Hangzhou mit 7,08 m den Finaleinzug im Weitsprung. 2025 gelangte er bei den Asienmeisterschaften in Gumi mit 7,25 m auf den zwölften Platz im Weitsprung.
2021 wurde Issakow kirgisischer Hallenmeister im Weitsprung.

## Persönliche Bestleistungen
- 100 Meter: 11,22 s (0,0 m/s), 19. August 2023 in Budapest
  - 60 Meter (Halle): 7,15 s, 13. Januar 2022 in Bischkek
- Weitsprung: 7,45 m (−0,3 m/s), 15. Mai 2025 in Taschkent